# Lago de Arareco

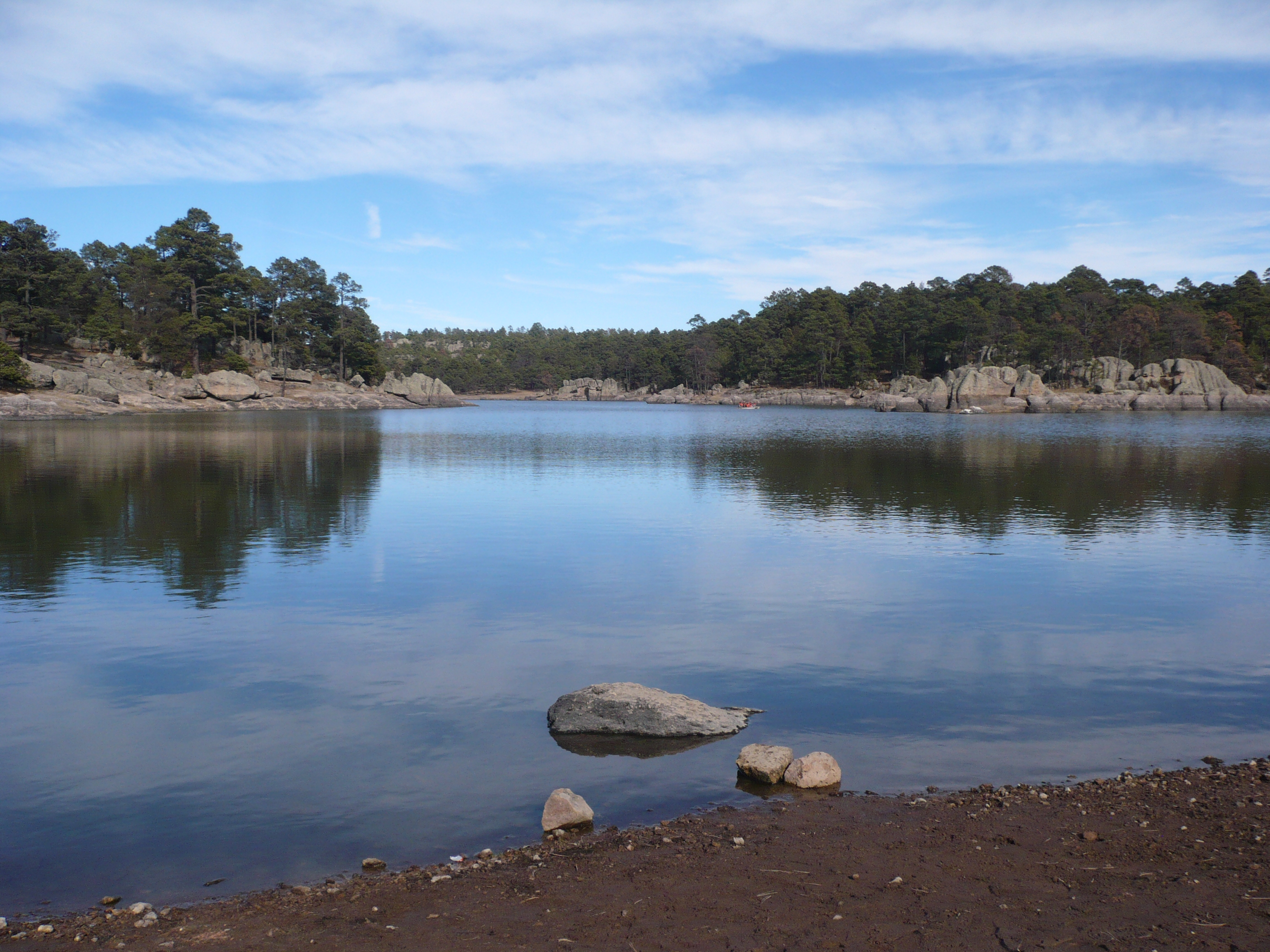
Lago de Arareco

El lago de Arareco se ubica en lo alto de la Sierra Madre Occidental en el estado mexicano de Chihuahua, a 5 km (kilómetros) de Creel, Chihuahua, en el municipio de Bocoyna, junto al ejido tarahumara de San Ignacio de Arareco.
El lago, originado por la represa de las aguas de dos ríos, tiene una longitud de 3 km, forma de U y una superficie de 40 ha (hectáreas). Es un conocido destino turístico debido a sus hermosos paisajes, al estar rodeado de grandes bosques de coníferas y otros árboles (encinos, madroños) y espectaculares formaciones rocosas. El lago es asimismo destino de turismo de aventura, con lugares para acampar, refugios e instalaciones turísticas administradas por la comunidad indígena tarahumara.
El clima de la región es típico de la sierra de Chihuahua, templado subhúmedo, con veranos relativamente cortos y templados con una temperatura media de 17 °C (grados Celsius) en julio, el mes más cálido, y una temporada de lluvias de junio a septiembre. Las precipitaciones son en promedio de unos 750 mm (milímetros) de lluvia al año, con inviernos fríos y muy rigurosos. La temperatura media del mes más frío (enero) es de 1.2 °C, con frecuentes tormentas fuertes de nieve y descensos de temperatura hasta los −20 °C.

## Lago de Arareco
| Parámetros climáticos promedio de Lago de Arareco | Parámetros climáticos promedio de Lago de Arareco | Parámetros climáticos promedio de Lago de Arareco | Parámetros climáticos promedio de Lago de Arareco | Parámetros climáticos promedio de Lago de Arareco | Parámetros climáticos promedio de Lago de Arareco | Parámetros climáticos promedio de Lago de Arareco | Parámetros climáticos promedio de Lago de Arareco | Parámetros climáticos promedio de Lago de Arareco | Parámetros climáticos promedio de Lago de Arareco | Parámetros climáticos promedio de Lago de Arareco | Parámetros climáticos promedio de Lago de Arareco | Parámetros climáticos promedio de Lago de Arareco | Parámetros climáticos promedio de Lago de Arareco |
| Mes                                               | Ene.                                              | Feb.                                              | Mar.                                              | Abr.                                              | May.                                              | Jun.                                              | Jul.                                              | Ago.                                              | Sep.                                              | Oct.                                              | Nov.                                              | Dic.                                              | Anual                                             |
| ------------------------------------------------- | ------------------------------------------------- | ------------------------------------------------- | ------------------------------------------------- | ------------------------------------------------- | ------------------------------------------------- | ------------------------------------------------- | ------------------------------------------------- | ------------------------------------------------- | ------------------------------------------------- | ------------------------------------------------- | ------------------------------------------------- | ------------------------------------------------- | ------------------------------------------------- |
| Temp. máx. abs. (°C)                              | 22                                                | 22                                                | 25                                                | 26                                                | 30                                                | 33                                                | 33                                                | 29                                                | 28                                                | 28                                                | 26                                                | 24                                                | 33                                                |
| Temp. máx. media (°C)                             | 10                                                | 12                                                | 15                                                | 19                                                | 23                                                | 26                                                | 24                                                | 23                                                | 21                                                | 18                                                | 14                                                | 10                                                | 18                                                |
| Temp. mín. media (°C)                             | -8                                                | -8                                                | -4                                                | -1                                                | 2                                                 | 7                                                 | 10                                                | 9                                                 | 5                                                 | 0                                                 | -5                                                | -8                                                | 0                                                 |
| Temp. mín. abs. (°C)                              | -21                                               | -19                                               | -12                                               | -9                                                | -8                                                | -1                                                | 3                                                 | 2                                                 | 0                                                 | -5                                                | -15                                               | -24                                               | -24                                               |
| Precipitación total (mm)                          | 50                                                | 29                                                | 30                                                | 19                                                | 22                                                | 75                                                | 141                                               | 125                                               | 117                                               | 53                                                | 31                                                | 56                                                | 748                                               |
| Fuente: 13 de febrero de 2008                     |                                                   |                                                   |                                                   |                                                   |                                                   |                                                   |                                                   |                                                   |                                                   |                                                   |                                                   |                                                   |                                                   |